# 共用施設
共用施設（きょうようしせつ）は、共用をしている施設。
一般にはマンション・集合住宅にある共用施設や老人ホームなどのそれを指すが、産業技術総合研究所やつくばの中核4機関の研究のための共用施設などの例もあり、また宿泊施設や更生保護施設などや、トイレ（ユニセックストイレや多目的トイレ）やサウナ・温泉・スパなど、通常は男女が分かれて使用する場合の男女共用施設などがある。

## 共用庭園

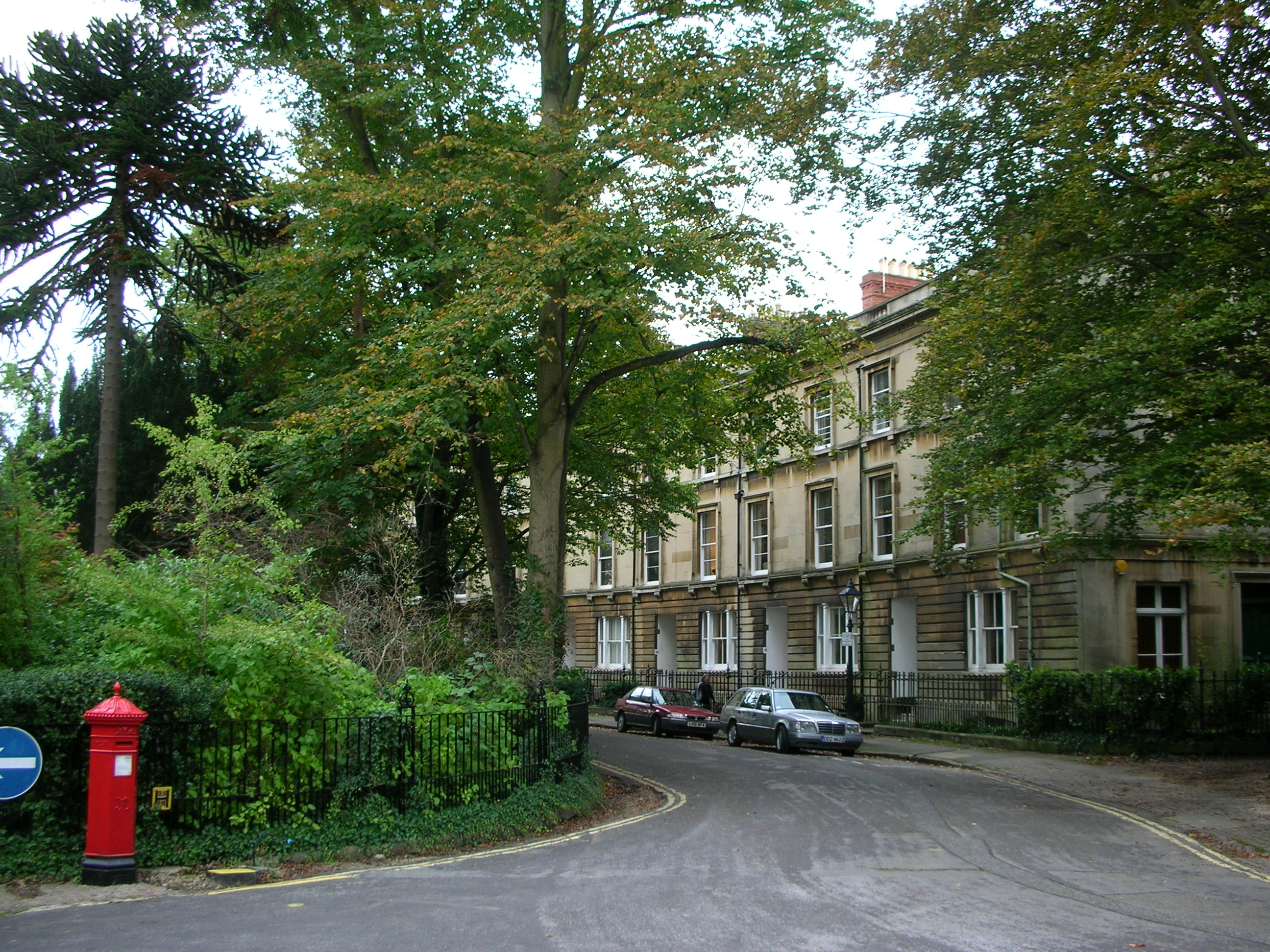
オックスフォードパークタウンのmain crescentにあるコミューナル・ガーデン

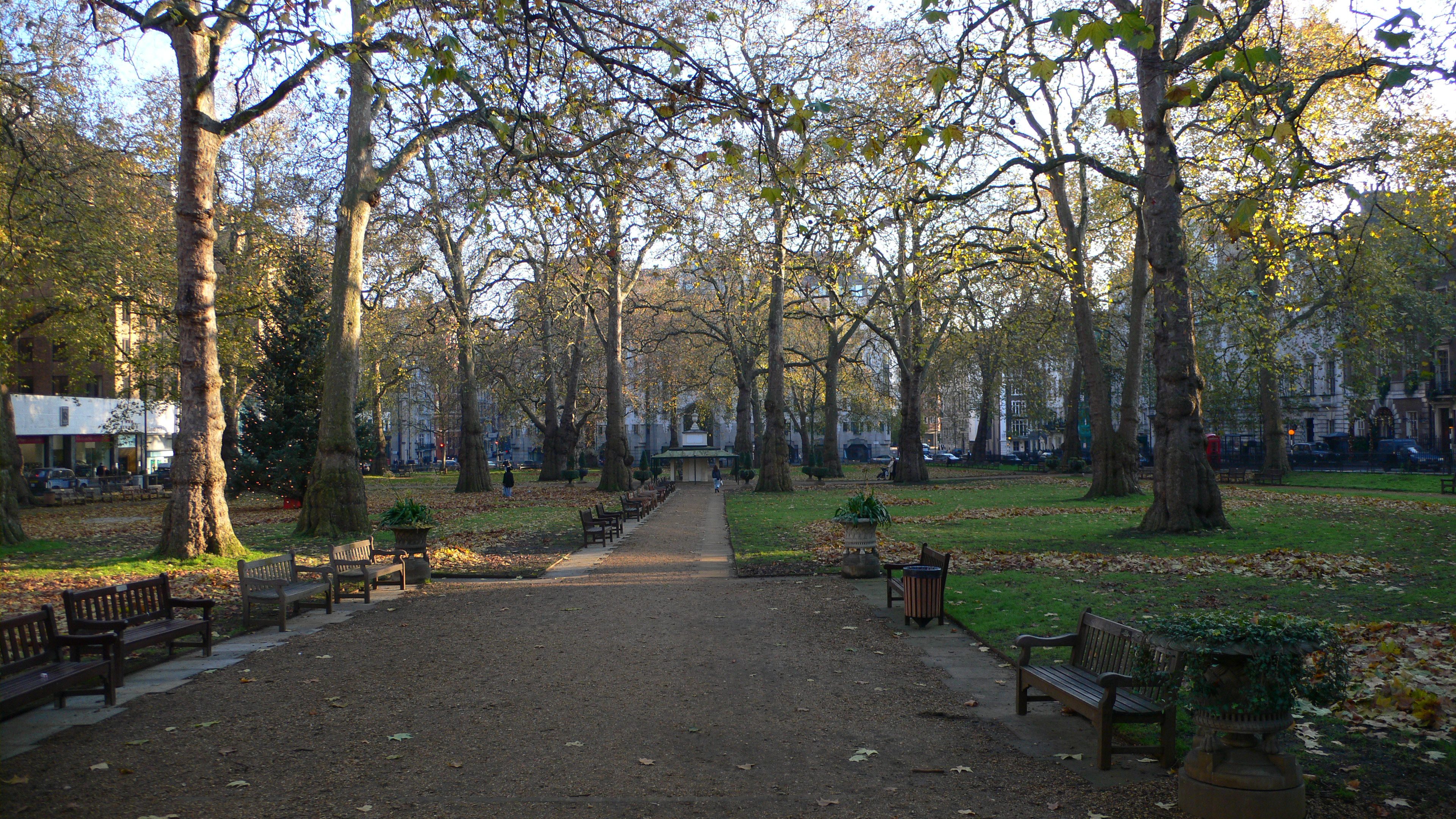
ロンドン・メイフェア地区バークレー・スクエア中心部にあるコミューナル・ガーデン

庭園の種類には共用庭園（きょうようていえん）、共有庭園（きょうゆうていえん）および共同庭園（きょうどうていえん）といった、共用で利用される庭園がある。こうした庭園をイギリスなどではコミューナル・ガーデン（Communal garden
、しばしば複数形でcommunal gardensと使われる）と呼び、これは地域住民の多数が共用で利用する（通常は正式手続き踏まえての）庭園で、一般には都市環境において使用されるものである。多くの都市の広場やクレセント（特にロンドンなど）の中心部には共用庭園として整備されている。
その名称から一般的には小公園を思わせ、またポケットパークのように見えるといった事物にもかかわらず、このような庭園は自治体所有ではなく、通常では個人または共用所有地であり、維持費も共用者達で分担している。アクセスは鍵のかかった門で制限され、当地の住人ならば鍵を利用することができる。また、周囲を高い手すりで囲み、人が立ち入らないように工夫されているところも多い。
1999年の映画『ノッティングヒルの恋人』では、主人公のアナ（ジュリア・ロバーツ ）とウィリアム（ヒュー・グラント ）がディナーパーティー後の夜間に塀を乗り越えて、鍵のかかった私有地のコミューナル・ガーデンへ侵入するシーンがある。映画で使用されたコミューナル・ガーデンは、ロンドンのノッティング・ヒル、ロスミードロードにあるロスミードガーデンである。
フランス・パリ市内にも「Jardin partage」という共有庭園がたくさんあることが知られる。
また1970年代にニューヨークで始まった運動から端を発したコミュニティ・ガーデンやコミュニティ・ガーデニングという活動もある。
デンマーク式のコミュニティーガーデンは「コロニヘーヴ」と呼び、日本でも
日本コロニヘーヴ協会がある。
学校に所属しているコミュニティガーデンの例に、子どもたちの学習の場として使われるスクールガーデン
（教材園など）の例もある。
この他にも、共用農園スタイルの共同家庭菜園やアロットメント・ガーデン（Allotment Garden、英語圏）・クラインガルテン（ドイツ語圏）なども知られるが、これらは緑地政策的意味合いも強い分区貸農園（所有も自治体など）の側面がある。

### ガーデンスクエア

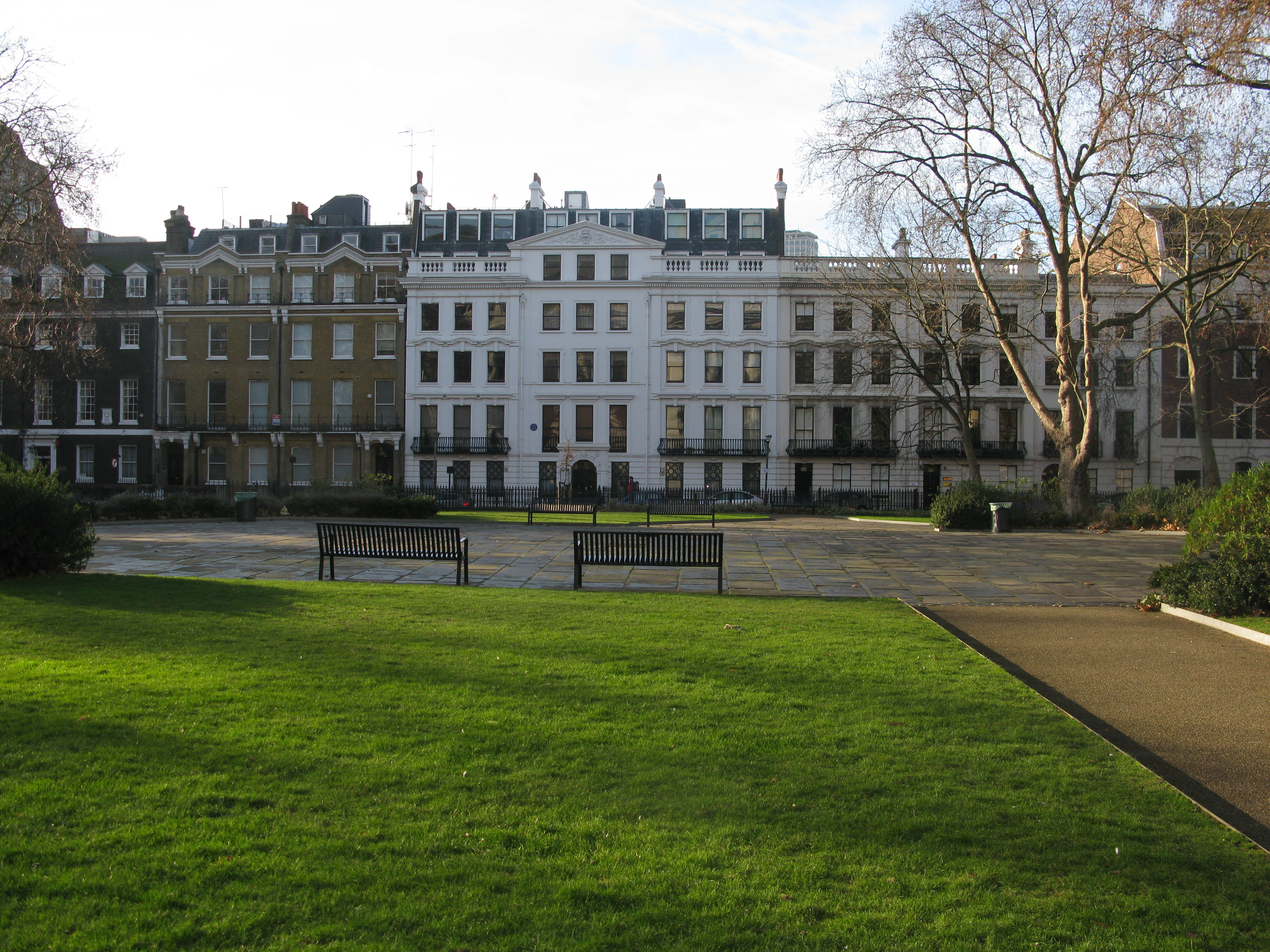
ブルームズベリー・スクエアは、イギリス・ロンドンの中心部にあるガーデンスクエア

ガーデンスクエアとは、都市部にあって建物で全体または実質的に囲まれた共用庭園の一種である。典型的なガーデンスクエアは、背の高いテラスハウスやその他のタイプのタウンハウスに囲まれている。周辺住民のアメニティのために設計されているため、公共の集会所などとして設計された広場とは微妙に異なる。これは私的空間として独自の歴史で発展したために、アプローチに専用歩道を持つこともあり、広場のような硬いペーブメントや大きなモニュメントよりも、相当量の植物が植栽されているという傾向がみられる。